# Vol de céréales ukrainiennes par la Russie en 2022

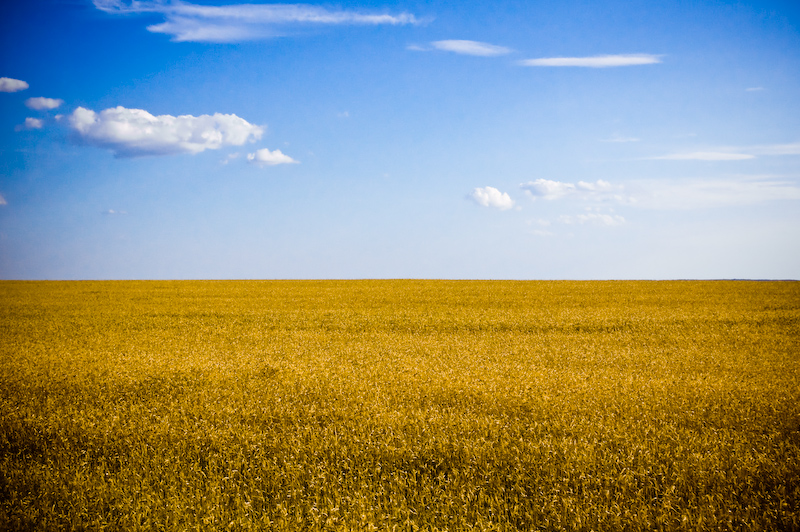
Paysage typique des régions agricoles de l'Ukraine et dont le drapeau est inspiré

Lors de l'invasion de l'Ukraine par la Russie en 2022, les troupes russes dans les régions occupées de l'Ukraine ont systématiquement volé des céréales et d'autres produits aux agriculteurs locaux. Selon le ministère ukrainien de la Défense, à la mi-mai 2022, au moins 400 000 tonnes de céréales avaient été volées et exportées depuis l'Ukraine occupée par la Russie,. Une étude de la Kyiv School of Economics a révélé que l'invasion russe a coûté au secteur agricole ukrainien 4,3 milliards de dollars en équipements détruits, terres endommagées et cultures non récoltées.
En octobre 2022, le vol à grande échelle de céréales ukrainiennes se poursuivait et impliquait à la fois des entreprises privées et des agents de l'État russe. Une partie du grain volé est blanchie par le biais de transferts et en le mélangeant avec des biens légitimes. Le Financial Times a identifié l'homme d'affaires russe Nikita Busel, directeur général de l'opérateur gouvernemental State Grain Operator, comme l'un des chefs de l'opération.

## Avant 2022
Pendant huit ans, à partir de 2014 et jusqu'en 2022, les céréales des républiques autoproclamés de Donetsk et de la Logansk sont arrivées en Russie. Selon la BBC, des intermédiaires ont transporté des céréales des agriculteurs du Donbass  vers la Russie, sont passés par les douanes, tout a été payé par virement bancaire, via des banques russes. Ils déchargeaient dans les entrepôts des acheteurs russes et vendaient déjà du grain en tant que russe[pas clair].

## Sources et références
1. ↑  « Tracking where Russia is taking Ukraine's stolen grain », BBC News,‎ 27 juin 2022 (lire en ligne)
2. ↑  Tim Lister and Sanyo Fylyppov, « Russian ships carrying stolen Ukrainian grain turned away from Mediterranean ports -- but not all of them » [archive du 15 juin 2022], CNN, 12 mai 2022 (consulté le 19 mai 2022).
3. ↑  « Ukraine says Russia stole 'several hundred thousand tonnes' of grain » [archive du 11 mai 2022], Reuters, 30 avril 2022 (consulté le 20 mai 2022).
4. ↑  MacDonald, « Ukraine's Farmers, Contending With Stolen Grain and Mined Fields, Now Say Land Is Being Seized », The Wall Street Journal,‎ 17 juin 2022 (lire en ligne)
5. 1 2  (en) Polina Ivanova, Chris Cook et Laura Pitel, « How Russia secretly takes grain from occupied Ukraine » , sur ft.com, 30 octobre 2022 (consulté le 20 juillet 2023).
6. ↑  Oanh Ha, Quinn et Dodge, « How Russian Ships Are Laundering Grain Stolen From Occupied Ukraine », Bloomberg, 17 octobre 2022 (consulté le 18 novembre 2022).
7. ↑  (ru) « "Было украинское, стало русское". Кто и как вывозит из Украины зерно », BBC News Русская служба,‎ 20 juin 2022 (lire en ligne , consulté le 20 juillet 2023)